# Change UK
Change UK - The Independent Group (en castellano: Cambio Reino Unido - El Grupo Independiente) fue un partido político británico europeísta, fundado en febrero de 2019, registrado en abril, y disuelto en diciembre del mismo año.
Los siete miembros fundadores del grupo eran miembros del parlamento (MP) que dimitieron como miembros del Partido Laborista, citando su disconformidad con el enfoque de los dirigentes laboristas hacia el brexit y su manejo del antisemitismo dentro del partido, para formar un grupo de MP independientes bajo el nombre de The Independent Group. En los días siguientes a su anuncio se les unió otro diputado que dimitió del Partido Laborista, citando razones similares, y tres diputados que dimitieron del Partido Conservador, citando su oposición a las políticas relativas al brexit de ese partido, la falta de preocupación dentro del partido por los "más vulnerables de la sociedad" y lo que consideraban una toma del control de los conservadores por parte del ala derecha de dicho partido. Todos los miembros del grupo apoyaron un segundo referéndum sobre el Brexit. El grupo estaba considerado centrista.
En marzo de 2019, el grupo anunció que había solicitado a la Comisión Electoral convertirse en un partido político, con Heidi Allen como líder interina, para poder presentar candidatos a las elecciones europeas de mayo de 2019. El registro del partido, bajo el nombre "Change UK - The Independent Group", fue confirmado el 15 de abril de 2019.
Dos eurodiputados elegidos en 2014 como conservadores se afiliaban al grupo. El partido no tuvo miembros oficialmente reconocidos en los gobiernos locales del Reino Unido, aunque en Inglaterra varios concejales locales abandonaron las filas laboristas y declararon su apoyo al grupo.
Después un resultado desastroso en las elecciones europeas de 2019, el grupo se dividió, con seis diputados quitando el grupo por pertenecer como independientes.
En las elecciones generales de diciembre de 2019 todos los miembros restantes del grupo perdieron sus escaños y el 19 de diciembre de 2019 el partido se disolvió.

## Resultados electorales

### Elecciones al Parlamento Europeo
| Comicios           | # de votos    | % de votos | Escaños |
| ------------------ | ------------- | ---------- | ------- |
| Elecciones de 2019 | 571 846 (#11) | 3,3%       | 0/73    |

### Elecciones generales
| Comicios           | # de votos   | % de votos | Escaños |
| ------------------ | ------------ | ---------- | ------- |
| Elecciones de 2019 | 10 006 (#18) | 0,03%      | 0/650   |